# تتاککولی
تتاککولی (به لاتین: Thettakkuli) یک منطقهٔ مسکونی در سری‌لانکا است که در استان شمالی (سری‌لانکا) واقع شده‌است.